# 鹿児島市立中山小学校
鹿児島市立中山小学校（かごしましりつちゅうざんしょうがっこう）は、鹿児島県鹿児島市中山二丁目にある公立小学校。

## 沿革
- 1865年（慶応元年） - 辺田学館創立。
- 1876年（明治9年） - 辺田学館が第四大隊第三小区辺田学校に改称される[1]。
- 1878年（明治11年） - 中（現在の中山町）に白山小学校、山田に黒丸小学校が設置される[1]。
- 1887年（明治20年） - 辺田学館及び白山小学校、黒丸小学校を統合し中山小学校となる[1]。
- 1916年（大正5年） - 中山小学校平治分教場（児童数：48名）が設置される[1]。
- 1941年（昭和16年） - 国民学校令により中山国民学校と改称
- 1947年（昭和22年） - 谷山町立中山小学校と改称。
- 1957年（昭和32年） - 谷山町が市制施行し谷山市立中山小学校に改称。
- 1966年（昭和41年） - 谷山市立谷山小学校へ平治分校を統合[1]。
- 1967年（昭和42年） - 鹿児島市と谷山市が合併し鹿児島市中山小学校となる。

## 学校名の由来
学校名は1887年（明治20年）に中村に設置されていた辺田学館、白山小学校及び、山田村（現在の山田町）に設置されていた黒丸小学校を統合し、これらの小学校が所在していた2つの村名（中村、山田村）を合成して命名されたことに由来している。
また、学校の所在地である「中山」（中山町）は小学校名に由来する。

## 通学区域
中山小学校の通学区域は以下の町丁の区域が指定されている。
当校区では宅地開発が盛んなため、ここ数年児童数が増加し市内で最多となっている。
- 山田町の一部。
- 中山一丁目及び中山二丁目の全域
- 中山町の一部
- 自由ヶ丘一丁目の一部及び、自由ヶ丘二丁目の全域。
- 清和二丁目の一部